# Kota Kinabalu (district)
Kota Kinabalu is een district in de Maleisische deelstaat Sabah.
Het district telt 463.000 inwoners op een oppervlakte van 350 km².